# Desiree van Lunteren
Desiree van Lunteren (Almere, Países Bajos; 30 de diciembre de 1992) es una futbolista neerlandesa. Juega como centrocampista y su equipo actual es el SC Friburgo de la Bundesliga Femenina.

## Clubes
| Club        | País         | Año             |
| ----------- | ------------ | --------------- |
| AZ Alkmaar  | Países Bajos | 2009 - 2011     |
| Telstar     | Países Bajos | 2011 - 2012     |
| Ajax        | Países Bajos | 2012 - 2018     |
| SC Friburgo | Alemania     | 2018 - presente |